# Städtisches Planetarium (Dresden)

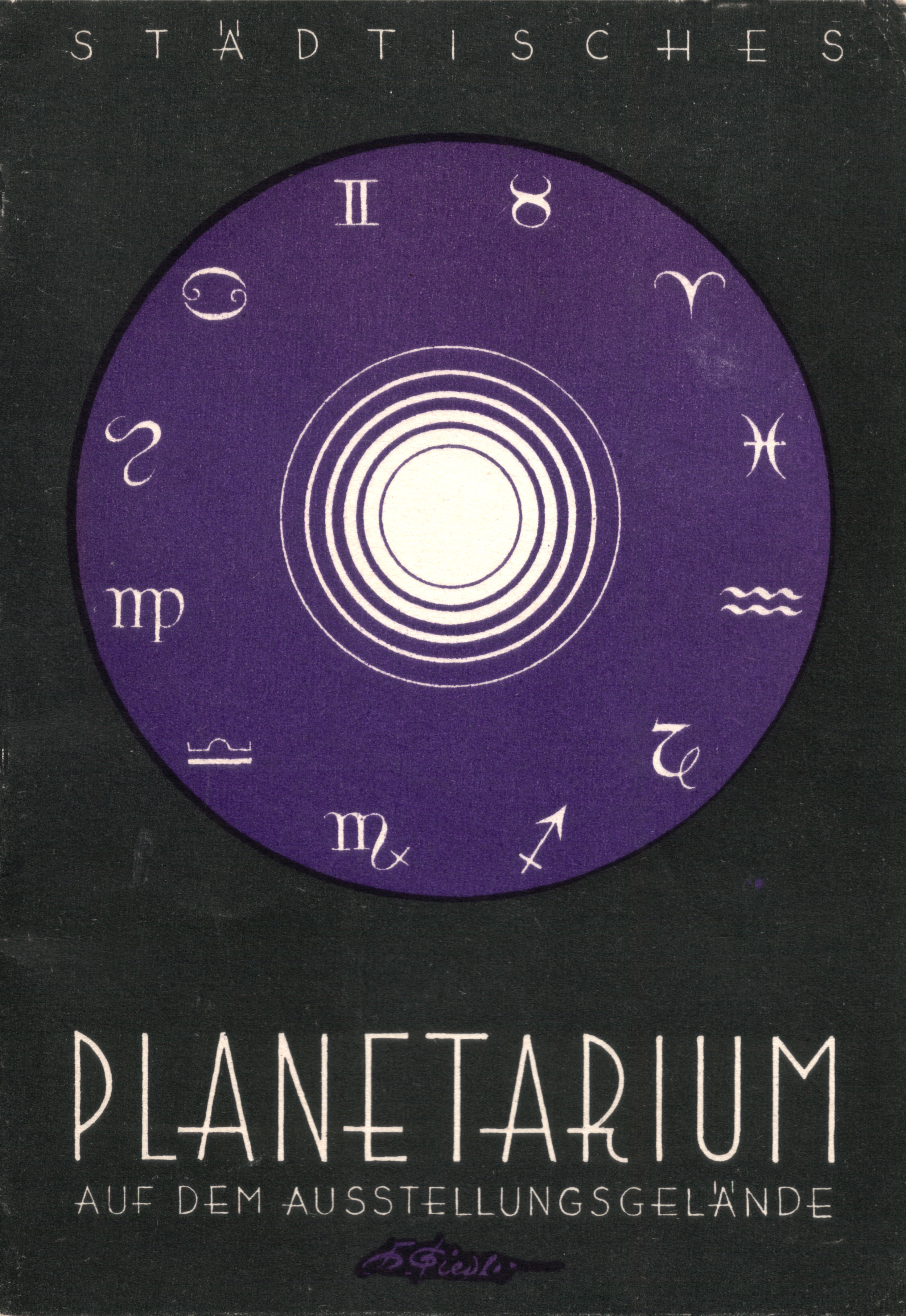
Buchtitel zum Städtischen Planetarium Dresden

Das Städtische Planetarium Dresden war ein Bau des Architekten und Stadtbaurats Paul Wolf im Stile der Neuen Sachlichkeit, der an der Stübelallee errichtet und im Zweiten Weltkrieg durch die Bombenangriffe zerstört wurde. An seinem ehemaligen Standort befindet sich heute die technische Zufahrtsrampe zur Gläsernen Manufaktur.
Das Planetarium an der Stübelallee, ein Stahlbetonbau mit Kuppel, galt als „expressiv-sternenförmig“.

## Gebäude
Das Planetarium wurde in den Jahren 1925 und 1926 im Bereich des Dresdner Ausstellungsgeländes am Standort eines dafür abgerissenen Dienstwohnungsgebäudes aus der Zeit der Errichtung des Städtischen Ausstellungspalastes erbaut. Von seiner Grundform her war das Gebäude ein 16-eckiger Kuppelbau, der einen kurzen, etwa 15 Meter langen Flügelanbau für seinen Haupteingang hatte. Die Kuppel hatte einen Durchmesser von 25 Metern.
Errichtet wurde das Planetarium als Stahlbetonbau von der damaligen Dresdner Niederlassung der Bauunternehmung Dyckerhoff & Widmann. Das Unternehmen konnte auf entsprechende Erfahrungen zurückgreifen, weil es bereits vergleichbare Bauwerke für die Städte Berlin, Düsseldorf, Jena, Leipzig und Nürnberg geschaffen hatte.
Das Planetarium hatte einen Haupteingang an der Stübelallee. Sein westlicher Nebeneingang diente der Verbindung mit dem Städtischen Ausstellungsgelände. Dadurch war eine multifunktionale Nutzung möglich.

## Verwaltungs- und Betriebsaufwand
Das Planetarium war als städtische Einrichtung seit seiner Errichtung dem Städtischen Ausstellungsamt unterstellt und wurde mit seinem Finanzhaushalt von dieser Verwaltungsstelle geführt. Bereits im Jahr 1927 konnten die fälligen Ausgaben für das Gebäude nur zu 60 Prozent aus den Einnahmen getilgt werden. Trotz einiger Werbeaktivitäten konnte man die Besucherzahl nicht weiter erhöhen. Besonders im Winterhalbjahr sank der Zuspruch erheblich. Im Jahr 1930 waren die Besucherzahlen so weit zurückgegangen, dass man die bisher üblichen täglichen Vorführungsveranstaltungen auf drei pro Woche reduzierte.
Im Gegensatz zu seinem Eröffnungsjahr 1926 mit 60.300 Personen sank die Besucherzahl ab 1928 (31.500) erheblich und erreichte 1931 mit 8010 und 1932 mit 9185 verkauften Tickets einen folgenreichen Tiefststand. Seit dem Jahr 1933 blieb das Planetarium im Sinne seiner eigentlichen Zweckbestimmung geschlossen.
Nach dem Ende der Planetariumsvorführungen wurde es in den 1930er Jahren als Ausstellungskino genutzt und von der Firma Boehner-Film betrieben. Im Rahmen verschiedener Ausstellungsveranstaltungen erhob dieses Unternehmen teilweise kein Eintrittsgeld, da die Vorführungen dem jeweiligen Veranstaltungszweck dienten. Die Firma übernahm im Planetarium den Lichtspielbetrieb, nachdem sie bis zuletzt auf der II. Internationalen Hygiene-Ausstellung von 1930/1931 im Lichtspielhaus, etwa 150 Meter südlich vom Planetarium, Filmvorführungen gezeigt hatte. Dieses Lichtspielhaus existierte seit dem Jahr 1927 als Leichtbau am östlichen Rand des Dresdner Ausstellungsgeländes, direkt neben dem Botanischen Garten.

## Wissenschaftliche Arbeit und technische Ausstattung
Der Betrieb des Planetariums begann 1926 unter Leitung des anerkannten Amateurastronomen Kurd Kisshauer, der es als Direktor und wissenschaftlicher Leiter betreute. Kisshauer bemühte sich um populärwissenschaftliche Bildung, was durch die rege Aktivität des benachbarten Ausstellungszentrums zunächst einfach erschien. Sein Weggang von Dresden im Jahr 1930 stellte für den in Frage gestellten Weiterbetrieb einen wichtigen Aspekt dar.
Mit der Errichtung wurde im Gebäude ein Projektor nach der Erfindung von Walther Bauersfeld installiert, der aus den Optischen Werken Carl Zeiß in Jena kam.
Der Projektor hatte für die Nordhalbkugel und für die Südhalbkugel 16 Einzelprojektoren, zusammen 32 Teilprojektoren. Dadurch wurden 5400 Fixsterne der ersten bis sechsten Größenklasse dargestellt. Die Namen von Sternbildern und wichtigen Fixsternen, wichtige planetarische Nebel sowie das Band der Milchstraße kamen durch zusätzliche Projektorteile zur Einblendung. Zwei kleine Kugeln an den Hauptteilen des Projektors gaben den Himmelsäquator, die Ekliptikebene und 24 Meridiane am gewölbten Projektionshimmel wieder.
Der größte Teil der Bestuhlung im Gebäude stammte von der Fabrik für Schulausstattungen A. Lickroth & Cie. in Dresden-Niedersedlitz.
Die technische Ausstattung des Planetariums war vor 1945 ausgelagert worden und hat deshalb die Zerstörungen überstanden. Teile davon befinden sich seit 1979 in der Volkssternwarte Radebeul.

## Verschiedenes
Die Stadt Dresden als Betreiber bewarb das Ausstellungsgelände am Stübelplatz stets intensiv. Dabei spielte die Plakatkunst eine wichtige Rolle. Für das darin integrierte Städtische Planetarium arbeitete der Dresdner Künstler Friedrich Kurt Fiedler.
Für das Planetarium produzierte die Dresdner Firma Dr. Meinel in den 1920er Jahren einen Werbefilm. Sie lieferte in diesem Zeitraum ebenso eine Kinoeinrichtung für das Planetarium, die aber nur eine untergeordnete Nutzungsform darstellte.